# Триппьер, Киран
Ки́ран Джон Триппье́р (англ. Kieran John Trippier, родился 19 сентября 1990, Бери)  английский футболист, правый защитник клуба «Ньюкасл Юнайтед». Выступал за сборную Англии. Участник двух чемпионатов мира (2018 и 2022) и двух чемпионатов Европы (2020 и 2024).

## Клубная карьера
Воспитанник футбольной академии «Манчестер Сити». В системе академии Триппьер занимался с девяти лет, и в 2007 году подписал с «Сити» свой первый профессиональный контракт. В новом сезоне 2007/08 Триппьеру всё же не удалось выдержать конкуренцию и попасть в первый состав, и он продолжал выступать за молодёжный состав, где являлся капитаном команды. Также в сезоне 2007/08 с молодёжным составом «Сити» Триппьер выиграл Молодёжный кубок Англии, обыграв в финале молодёжный состав лондонского «Челси» с суммарным счётом 4:2 по двум встречам.
В феврале 2010 года Триппьер на правах аренды перешёл в «Барнсли» со сроком на один месяц. Дебютировал в клубе 9 февраля в матче против «Мидлсбро», где вышел в стартовом составе и был заменён на 77-й минуте. Аренда была прервана после того, как Триппьер получил травму в матче против «Сканторп Юнайтед». В течение срока аренды Триппьер успел сыграть всего лишь три матча. В августе 2010 года Триппьер вновь на правах аренды вернулся в «Барнсли», на этот раз срок аренды составлял шесть месяцев. Свой первый после возвращения матч Триппьер сыграл в Кубке Футбольной лиги против клуба «Рочдейл». В январе 2011 года Триппьер договорился с руководством «Барнсли» о продлении срока аренды до конца сезона 2010/11. Свой первый профессиональный гол Триппьер забил 22 февраля в матче против «Лидс Юнайтед». Второй гол Триппьер забил 25 апреля в матче против «Донкастер Роверс». В обоих случаях голы были забиты со свободного удара.
Летом 2011 года Триппьер на правах аренды был приобретён клубом «Бернли» как замена покинувшему клуб Тайрону Мирсу, аренда была рассчитана до конца сезона 2011/12. Триппьер дебютировал в клубе 6 августа в матче против «Уотфорда». Свой первый гол за «Бернли» Триппьер забил 20 сентября в матче третьего раунда Кубка Футбольной лиги против «Милтон-Кинс Донс». Первый гол в лиге Триппьер забил 17 декабря в матче против «Брайтон энд Хоув Альбион». В декабре 2011 года Триппьер, благодаря своим выступлениям, был номинирован на премию «Игрок месяца в Чемпионшипе». В январе 2012 года Триппьер и «Бернли» подписали полноценный контракт на три с половиной года. В общей сложности, в течение сезона 2011/12 Триппьер сыграл во всех 46 матчах лиги, забил три гола, а также назван игроком года в «Бернли». Удачными и продуктивными для Триппьера были и следующие два сезона: игрок дважды попал в состав Команды года по версии ПФА в Чемпионшипе. В сезоне 2013/14 «Бёрнли» занял второе место в Чемпионшипе и вышел в Английскую Премьер-лигу. В мае 2014 года Триппьер подписал с «Бёрнли» улучшенный контракт, действующий до 2017 года.
19 июля 2015 года Триппьер перешёл в «Тоттенхэм Хотспур», подписав с клубом пятилетний контракт, сумма сделки составляла 3,5 миллионов фунтов. Сразу попасть в старт Триппьеру не удалось, уступив конкуренцию Кайлу Уокеру. Впервые в составе «шпор» Триппьер вышел на поле 17 сентября в матче Лиги Европы против «Карабаха». Шесть дней спустя сыграл полный матч Кубка Футбольной лиги против лондонского «Арсенала». Первый матч в Премьер-лиге в составе «Тоттенхэма» Триппьер сыграл 25 октября против «Борнмута». Свой первый гол в составе «шпор» Триппьер забил 6 февраля 2016 года в матче против «Уотфорда».
Летом 2016 года появилась информация о заинтересованности «Саутгемптона» в приобретении Триппьера за 5 миллионов фунтов. Однако, позже Триппьер заявил, что он «счастлив быть в Тоттенхэме» и переходить в «Саутгемптон» он не намерен. 27 сентября 2016 года Триппьер дебютировал в Лиге чемпионов против московского ЦСКА, где сыграл полный матч на «Арене ЦСКА».
18 июля 2017 года «Тоттенхэм Хотспур» объявил о продлении контракта с Триппьером до 2022 года.
17 июля 2019 года перешёл в «Атлетико Мадрид» за 20 млн фунтов стерлингов. Контракт заключён на 3 года.
7 января 2022 года спустя два с половиной года после перехода в мадридский «Атлетико» Киран Триппьер вернулся на родину. 31-летний англичанин был представлен «Ньюкасл Юнайтед». Защитник получил контракт на 2,5 года и его переход будет стоить 15 миллионов евро.

## Карьера в сборной
Представлял юношеские сборные Англии разных возрастов, а также молодёжную сборную.
Впервые вызов в сборную до 18 лет Триппьер получил в ноябре 2007 года для участия в товарищеской встрече со сборной Ганы. В составе сборной до 19 лет участвовал в чемпионате Европы среди юношей до 19 лет, где со своей командой дошёл до финала. Затем Триппьер был задействован в сборную Англии до 20 лет, в составе которой участвовал в чемпионате мира 2009 года среди молодёжный команд. Англичане крайне слабо выступили в групповом этапе и покинули турнир, заняв последнее место в своей группе. Триппьер сыграл все три полных матча. В октябре 2010 года Триппьер был вызван в молодёжную сборную для участия в стыковых матчах отборочного турнира чемпионата Европы 2011 года среди молодёжных команд, в частности, для матча против сборной Румынии. Однако, на поле Триппьер так и не вышел. Дебютировал месяц спустя в товарищеском матче против сборной Германии.
Дебют в главной сборной состоялся 13 июня 2017 года в товарищеском матче со сборной Франции. Киран начал матч в стартовом составе и был заменён на 76 минуте. Матч завершился победой французов со счётом 3:2.
11 июля 2018 года уже на 5-й минуте полуфинального матча чемпионата мира с Хорватией забил свой первый гол за сборную, однако в итоге англичане уступили со счётом 1:2.
29 августа 2024 года завершил карьеру в сборной Англии.

## Личная жизнь
В июне 2016 года Триппьер женился на своей девушке Шарлотте. У супругов двое детей — сын Джейкоб (род. декабрь 2016) и дочь Эзме Роуз (род. февраль 2019).

## Статистика выступлений за сборную
| Матчи Кирана Триппьера за сборную Англии | Матчи Кирана Триппьера за сборную Англии | Матчи Кирана Триппьера за сборную Англии | Матчи Кирана Триппьера за сборную Англии | Матчи Кирана Триппьера за сборную Англии | Матчи Кирана Триппьера за сборную Англии | Матчи Кирана Триппьера за сборную Англии |
| №                                        | Дата                                     | Оппонент                                 | Счёт                                     | Голы                                     | Соревнование                             |                                          |
| ---------------------------------------- | ---------------------------------------- | ---------------------------------------- | ---------------------------------------- | ---------------------------------------- | ---------------------------------------- | ---------------------------------------- |
| 1                                        | 13 июня 2017                             | Франция                                  | 2:3                                      | -                                        | Товарищеский матч                        |                                          |
| 2                                        | 8 октября 2017                           | Литва                                    | 1:0                                      | -                                        | Отборочный матч ЧМ-2018                  |                                          |
| 3                                        | 10 ноября 2017                           | Германия                                 | 0:0                                      | -                                        | Товарищеский матч                        |                                          |
| 4                                        | 23 марта 2018                            | Нидерланды                               | 1:0                                      | -                                        | Товарищеский матч                        |                                          |
| 5                                        | 27 марта 2018                            | Италия                                   | 1:1                                      | -                                        | Товарищеский матч                        |                                          |
| 6                                        | 2 июня 2018                              | Нигерия                                  | 2:1                                      | -                                        | Товарищеский матч                        |                                          |
| 7                                        | 7 июня 2018                              | Коста-Рика                               | 2:0                                      | -                                        | Товарищеский матч                        |                                          |
| 8                                        | 18 июня 2018                             | Тунис                                    | 2:1                                      | -                                        | ЧМ-2018. Групповая стадия                |                                          |
| 9                                        | 24 июня 2018                             | Панама                                   | 6:1                                      | -                                        | ЧМ-2018. Групповая стадия                |                                          |
| 10                                       | 3 июля 2018                              | Колумбия                                 | 1:1 (пен. 4:3)                           | -                                        | ЧМ-2018. 1/8 финала                      |                                          |
| 11                                       | 7 июля 2018                              | Швеция                                   | 2:0                                      | -                                        | ЧМ-2018. 1/4 финала                      |                                          |
| 12                                       | 11 июля 2018                             | Хорватия                                 | 1:2                                      | 1                                        | ЧМ-2018. 1/2 финала                      |                                          |
| 13                                       | 14 июля 2018                             | Бельгия                                  | 0:2                                      | -                                        | ЧМ-2018. Матч за 3-е место               |                                          |
| 14                                       | 8 сентября 2018                          | Испания                                  | 1:2                                      | -                                        | Лига наций (А)                           |                                          |
| 15                                       | 11 сентября 2018                         | Швейцария                                | 1:0                                      | -                                        | Товарищеский матч                        |                                          |
| 16                                       | 15 октября 2018                          | Испания                                  | 3:2                                      | -                                        | Лига наций (А)                           |                                          |
| 17                                       | 7 сентября 2019                          | Болгария                                 | 4:0                                      |                                          | Отборочный матч ЧЕ-2020                  |                                          |
| 18                                       | 11 октября 2019                          | Чехия                                    | 1:2                                      |                                          | Отборочный матч ЧЕ-2020                  |                                          |
| 19                                       | 14 октября 2019                          | Болгария                                 | 6:0                                      |                                          | Отборочный матч ЧЕ-2020                  |                                          |

Итого: сыграно матчей: 19 / забито голов: 1; победы: 12, ничьи: 2, поражения: 5. eu-football.info.

## Достижения

### Командные
«Манчестер Сити» (до 23 лет)
- Обладатель Молодёжного кубка Англии: 2008

«Атлетико Мадрид»
- Чемпион Испании: 2020/21

«Ньюкасл Юнайтед»
- Обладатель Кубка Английской футбольной лиги: 2024/25

Сборная Англии
- Серебряный призёр чемпионата Европы (2): 2020, 2024

### Индивидуальные
- В составе Команды года по версии ПФА (Чемпионшип): 2012/13, 2013/14
- Игрок года в «Бернли»: 2011/12